# Abbaye de Géronsart
L'abbaye de Géronsart était un monastère de chanoines réguliers augustins. Fondé en 1128 en tant que prieuré sur les hauteurs de Jambes, en Belgique, non loin de Namur, l'établissement s'est affiliée d'abord, en 1221, aux Écoliers du Christ. Au cours des XIIIe et XIVe siècles, la gestion du prieuré fut variable. Les XVe et XVIe siècles correspondent à une période où le relâchement de la discipline religieuse, la mauvaise gestion et les guerres eurent des conséquences désastreuses pour Géronsart.
Le redressement s'est dessiné au XVIIe siècle, quand le cloître fut transformé et l'église renouvelée. Le pape Paul V élèva alors le prieuré au rang d'abbaye. L'affiliation de Géronsart à la congrégation de Sainte-Geneviève (ordre augustin), puis la réforme génovéfaine, dans l'esprit du concile de Trente, permit un renouveau monastique. Cependant, l'abbaye souffrit des guerres entre la France et l'Espagne, Géronsart étant choisi comme quartier-général militaire.
Un nouvel âge d'or survint au XVIIIe siècle. En effet, le bon ordre fut rétabli, des reconstructions entreprises, les rapports de visites annuelles soulignèrent le zèle pastoral des religieux de Géronsart desservant de nombreuses paroisses des environs. L'abbaye fut supprimé par le régime révolutionnaire français en 1795, ses bâtiments vendus alors comme biens nationaux. De nombreux propriétaires se succédèrent aux XIXe et XXe siècles.

## Géographie
L'abbaye de Géronsart était située sur les hauteurs de Jambes, section au sud-est de Namur distante de 2 km, localisée alors dans la principauté de Liège en Belgique. Cet endroit fait partie aujourd'hui de la province de Namur. 

## Histoire

### Origine du prieuré
La fondation du prieuré de Géronsart remonte à 1128. Un groupe de chanoines augustiniens de l'abbaye de Flône (près de Liège) s'installent dans ce Sart de Gérard (Géronsart) qui leur est assigné par Albéron 1er, évêque de Liège. De ce lieu ils rayonnent et s'occupent des paroisses environnantes. Le prieuré se développe rapidement au point d'être autonome. En 1183 les chanoines sont déjà autorisés à élire eux-mêmes leur prieur. En 1221, l'établissement s'affilie aux Écoliers du Christ.
Au cours des XIIIe et XIVe siècles le prieuré est tantôt bien tantôt mal géré. Les églises paroissiales de Wierde, Maizeret et d'Erpent sont confiées aux chanoines, qui par ailleurs ne furent jamais très nombreux : à une époque (1352) leur nombre fut officiellement fixé à 12 par l'évêque de Liège.  Vers 1440, l'église d'Andoy (et ses revenus) fut incorporée à Géronsart.

### Décadence (XVeetXVIesiècles)
Le relâchement de la discipline religieuse, la mauvaise gestion — le prieur Gilles le Couvreur est resté dans l'histoire comme celui qui dilapida les biens et les revenus du prieuré et fut finalement déposé en 1526 — et les guerres qui frappèrent la région de Meuse eurent des conséquences désastreuses pour Géronsart. Ce mouvement de décadence monastique était en fait généralisé en Europe.

### Du prieuré à l'abbaye
Avec Augustin de Lattre (1565-1638), curé d'Erpent (et chanoine augustin), le redressement se dessine. Il est élu prieur en 1605. Il transforma le cloître et renouvela l'église. À la suite de nombreuses démarches, entreprises avec le soutien de Jean Dauvin, évêque de Namur, il obtient du pape Paul V que le prieuré soit élevé au rang d'abbaye (1617).  Il est consacré abbé (sans être évêque cependant) de l'abbaye de Géronsart le 22 juillet 1617 et en dirige le temporel et le spirituel jusqu'à sa mort en 1638. Pielthen (de Dinant) (1584-1646) fut élu pour prendre sa place. 
Par ailleurs l'affiliation de Géronsart à la congrégation de Sainte-Geneviève (abbaye augustinienne de Paris) permet un renouveau monastique. Désormais l'abbé de Sainte-Geneviève a un droit de visite annuelle et de correction. Il intervient dans les élections et lors de l'admission de novices. Philibert de la Hamaide (abbé de 1646 à 1698) applique strictement cette réforme génovéfaine (dans l'esprit du concile de Trente) : instruction des jeunes moines dans les exercices monastiques et l'enseignement de la théologie. Il y avait alors 12 religieux à Géronsart.  
La position stratégique de la ville toute proche de Namur nuit énormément à l'abbaye lors de la guerre entre la France et l'Espagne. Lors des sièges successifs de Namur (1692 et par après) les fermes de Géronsart, d'Erpent et d'Andoy sont incendiées.  Géronsart est choisi comme quartier-général militaire, et les chanoines doivent rejoindre leur refuge à l'intérieur de la ville fortifiée de Namur. À la sortie des guerres (1705) Géronsart est ruinée. Le désordre fut accentué par le mauvais choix de Servaty (1658-1715) comme abbé. Après jugement, Servaty fut déposé pour conduite morale scandaleuse : la sentence fut lue par le Vicaire général génovéfain devant les chanoines de l'abbaye (1714).

### Nouvel âge d'or
Ignace Charlier (1680-1745) succéda à Servaty. Le bon ordre fut rétabli et un nouvel âge d'or s'ouvrit pour Géronsart.  De 1728 à 1732, le cloître et le quartier abbatial — le bâtiment que nous connaissons aujourd'hui — furent reconstruits. Tout au long du siècle, les rapports de visites annuelles soulignent le bon ordre et le zèle pastoral des religieux de Géronsart desservant de nombreuses paroisses des environs. Le Père abbé François-Joseph Taziaux (1702-1794), originaire de Jambes, élu en 1769, est le mieux connu des abbés de Géronsart. Il dut défendre les privilèges de son abbaye contre les préventions séculières de l'évêque de Namur ainsi que contre les ingérences du pouvoir autrichien. En 1773, il fut nommé vicaire général de l'ordre génovéfain. C'est son blason (avec devise Deo duce) que l'on peut encore voir sur le fronton du palais abbatial.

### Fin de l'abbaye augustinienne
Nicolas Chandelle (1754-1837), originaire de Genappe, fut le successeur de Taziaux en 1794, et dernier abbé de Géronsart. L'abbaye vivait ses dernières années. La Révolution française atteignit la région de Meuse qui fut incorporée à la République française en 1795.  La loi du 15 fructidor fut appliquée, et comme de nombreuses autres communautés religieuses l'abbaye de Géronsart fut supprimée. Il s'y trouvait encore 14 religieux, toujours actifs dans les paroisses voisines. Les biens furent mis en vente en 1797 : l'abbaye avec ferme et moulin furent rachetés par un ancien dominicain. Les autres biens furent dispersés. 

### Après l'abbaye
De nombreux propriétaires se succédèrent aux XIXe et XXe siècles. Lieven Bauwens, un homme d'affaires qui introduisit en Belgique des procédés modernes de tissage du lin, en fit une filature après avoir démoli le cloître et une partie de l'église. 
Le logis abbatial de 1729, qui abritait un home pour adolescents fondé en 1955, a été ravagé par un incendie en novembre 1970. Il n'en reste que la façade et les murs extérieurs. Ce palais abbatial est connu comme étant le château de Géronsart.

## Aspects architecturaux
De l'abbaye, il subsiste une construction percée de grandes baies à quatre lumières portant la date 1729 et les armes de l'abbé Ignace Charlier (1715-1745). D'autre part, la ferme de 1776, avec porche monumental de 1786, a été préservée et réaménagée en appartements par la ville de Namur. On peut découvrir aussi un ancien vivier et quelques pierres armoriées.

## Pour compléter